# Chris Jones (político)
Christopher Michael Jones es un político estadounidense que fue el candidato del Partido Demócrata para gobernador de Arkansas en las elecciones de 2022. Nacido en Pine Bluff, Arkansas, asistió a Morehouse College y a la escuela de posgrado en el Instituto de Tecnología de Massachusetts. Anteriormente trabajó en el Arkansas Regional Innovation Hub, del cual renunció en abril de 2021. El 15 de junio de 2021, Jones anunció que se presentaría a las primarias demócratas para gobernador de Arkansas. Ganó las primarias pero perdió las elecciones generales ante Sarah Huckabee Sanders.

## Primeros años de vida
Chris Jones nació en Pine Bluff, Arkansas, el 13 de octubre de 1976, donde "conducía motos de cross y luchaba contra saltamontes". Es un arkansano de séptima generación y su familia llegó a Arkansas antes de que fuera designado territorio en 1819. Sus padres son predicadores, su padre también es representante de ventas de seguros y su madre también es maestra jubilada.
Jones se inspiró en el lanzamiento espacial del Challenger para convertirse en astronauta. Sin embargo, no era elegible porque no podía oír con su oído izquierdo. Jones conoció a Bill Clinton cuando Clinton era gobernador de Arkansas, lo que le interesó por la política.
Jones asistió a la Watson Chapel High School en Pine Bluff, Arkansas, y se graduó en 1995 como el mejor de su clase. Jones también corrió atletismo ( 400 m ), jugó fútbol americano ( como quarterback ), cantó en el coro y participó en teatro.

## Educación
Educación Jones asistió a Morehouse College con una beca de la NASA, que Jones acredita como la única forma en que pudo asistir a la universidad, ya que sus padres no podían pagarla. Se graduó con una Licenciatura en Ciencias en Matemáticas y una Licenciatura en Ciencias en Física. Hizo prácticas en la NASA cada verano. Jones fue presidente del cuerpo estudiantil en Morehouse College.
Jones asistió al Instituto de Tecnología de Massachusetts (MIT) como estudiante de posgrado en Ingeniería Nuclear. Se graduó en 2003 con una Maestría en Ciencias en Ingeniería Nuclear y una Maestría en Ciencias en Tecnología y Política. Su tesis se tituló "Cuestiones de no proliferación en el futuro de la energía nuclear". Más tarde, Jones se inscribió en un programa de doctorado en el Departamento de Estudios Urbanos y Planificación, y se graduó en 2016 con un Doctorado en Filosofía en Planificación Urbana. Como estudiante, Jones fue copresidente de la Asociación de Estudiantes Graduados Negros. Su disertación investigó los impactos sociales, políticos y económicos del desarrollo utilizando la Autoridad del Valle de Tennessee como caso de prueba; se tituló "Energía para el bien público: energía, raza y clase en los Estados Unidos".
Las elecciones de Jones de Morehouse College y MIT fueron inspiradas respectivamente por Martin Luther King Jr. y Ronald McNair.

## Carrera
Jones enseñó álgebra durante un año en una escuela pública de Boston. Su investigación incluyó un estudio de 18 meses sobre el futuro de la energía nuclear, la fusión de plasma, la no proliferación nuclear y los sistemas de infraestructura energética a gran escala.
El 20 de septiembre de 2004, Jones se convirtió en decano adjunto para estudiantes de posgrado en el MIT. Durante su mandato, las solicitudes de posgrado de minorías subrepresentadas se triplicaron (de 300 a 1300) y la matrícula se duplicó (14 por ciento). Dejó el cargo en abril de 2013.
En mayo de 2013, Jones fue contratado como director ejecutivo de Dudley Street Neighborhood Initiative, una organización sin fines de lucro enfocada en mejorar una de las áreas más pobres de Boston. Supervisó las operaciones diarias y el desempeño de la organización. Mientras estuvo allí, Jones supervisó un rápido crecimiento gracias a una subvención federal de 6 millones de dólares, Promise Neighborhoods. Supervisó un presupuesto de 3,4 millones de dólares como director ejecutivo. Antes de desempeñarse como director ejecutivo, Jones fue vicepresidente de la junta directiva y trabajó como voluntario en la organización.  Jones también fue designado por el alcalde de Boston, Martin J. Walsh, para el “Comité de Innovación del Distrito Vecinal”, cuyo objetivo era mejorar el desarrollo económico en toda la ciudad.
En 2015, Chris Jones dejó la iniciativa Dudley Street Neighborhood para trabajar en BCT Partners, una empresa de consultoría. En BCT Partners, dirigió muchos proyectos federales de gran envergadura.
El 12 de marzo de 2018, Jones fue contratado como director ejecutivo y creador principal del Centro de Innovación Regional de Arkansas. The Innovation Hub es una organización sin fines de lucro en North Little Rock, Arkansas, que está afiliada a Winrock International. En 2020, Jones anunció una asociación con Scenic Hill Solar para crear una planta de energía solar, un proyecto solar comunitario que abastecería las necesidades energéticas del Centro de Innovación. Al comienzo de la pandemia de COVID-19, el Centro de Innovación lanzó el Grupo de Trabajo de Fabricantes de Arkansas, que incluía a más de 260 fabricantes de Arkansas  que ayudaron a fabricar equipos de protección personal al comienzo de la pandemia. En 2021, Jones se asoció con dos empresas Fortune 500 para expandir el alcance de la organización en el centro de Arkansas. Las asociaciones incluyeron el MIT Media Lab, Best Buy, Gilead Sciences, Inc. y el Distrito Escolar North Little Rock. Jones se reunió periódicamente con Venture Center y Startup Junkie para colaborar en la mejor manera de ayudar a las empresas emergentes. Jones renunció como director del Centro de Innovación el 29 de abril de 2021.
Jones fue designado por el gobernador Asa Hutchinson para la junta directiva de la División de Ciencia y Tecnología de la Comisión de Desarrollo Económico de Arkansas. Ocupó el cargo desde marzo de 2020 hasta enero de 2022.
Jones también es un ministro ordenado.

### Reconocimiento
Por sus esfuerzos como decano asistente en el MIT, Jones recibió el Premio Irwin Sizer por Mejoras Significativas en la Educación del MIT por su trabajo liderando el Equipo de Diseño del Programa de Investigación de Verano del MIT. Compartió este reconocimiento con la profesora Paula T. Hammond .
Jones fue miembro de la Clase XIV de Leadership Arkansas, un grupo seleccionado por la Cámara de Comercio del Estado de Arkansas para aprender sobre los problemas que enfrentan las personas en Arkansas.
En 2020, Jones fue elegido como uno de los tres habitantes de Arkansas para el programa Presidential Leadership Scholars, que incluyó visitas a las bibliotecas presidenciales de Lyndon B. Johnson, Bill Clinton, George HW Bush y George W. Bush .

## Elecciones para gobernador de Arkansas de 2022
El 15 de junio de 2021, Jones anunció su intención de postularse para gobernador de Arkansas. También lanzó lo que se convirtió en un video biográfico viral, "About Time", que describe la formación académica de Jones y su intención de traer innovación a Arkansas. El vídeo ganó posteriormente dos premios Pollie de la Asociación Estadounidense de Consultores Políticos.
Jones dijo que se presentaba porque quería "centrarse en las soluciones, no en la política". Citó la reconstrucción de infraestructura, la inversión en atención médica y educación y la expansión de la banda ancha rural como sus objetivos. Jones no se había postulado previamente a ningún cargo electivo.

### Elecciones primarias

Resultados por condado:

Jones habló de su intención de unir a los habitantes de Arkansas, mencionando el bajo nivel de participación electoral. A mediados de octubre, Jones había recaudado más de un millón de dólares. Jones mantuvo su condición de favorito durante toda la carrera primaria, tanto en las encuestas de opinión como en la recaudación de fondos.
En febrero, Jones visitó los 75 condados de Arkansas durante la gira "The Promise of Arkansas Tour". Durante la gira, Jones discutió su agenda política "PB&J": educación preescolar, banda ancha y empleos, citando el lugar de Arkansas en el último lugar en materia de educación. La gira también sirvió como una gira de escucha donde Jones dijo que podía aprender qué temas eran más importantes para los habitantes de Arkansas. Jones argumentó que el Estado podría cumplir su promesa a través de "fe, esperanza y trabajo duro".
Además de Jones, había cuatro candidatos adicionales en las primarias demócratas: Anthony Bland, Jay Martin, James Russell y Supha Xayprasith-Mays. Las elecciones primarias se celebraron el 24 de mayo de 2022. Jones ganó cómodamente la carrera con el 70,4% de los votos.
Jones se convirtió en el primer candidato negro en postularse para gobernador por el Partido Demócrata, y el primer candidato negro en ganar las primarias demócratas para un cargo estatal.

### Elecciones generales
Después de ganar las primarias, Jones anunció la gira "Walk a Mile In Your Shoes Tour". Esta gira es la segunda vez que la campaña llega a cada condado del estado. La gira tenía como objetivo darle a Jones la oportunidad de ponerse en el lugar de otras personas. Jones dijo que su campaña se trataba de "vecinos hablando con vecinos". Otros señalaron que esta estrategia era muy diferente a la del candidato republicano.
En las elecciones generales, Jones se enfrentó a la republicana Sarah Huckabee Sanders, exsecretaria de prensa de Donald Trump, y al libertario Ricky Dale Harrington Jr. Jones perdió las elecciones del 8 de noviembre por un amplio margen, con Sanders obteniendo el 65% de los votos a nivel estatal.

## Vida personal
Los padres de Chris Jones son ambos predicadores; su padre también vendía seguros y su madre también es maestra jubilada.
Jones se casó con Jerrilyn Jones en 2001. Jerrilyn Jones es un veterano de combate de la Fuerza Aérea que trabajó como cirujano de vuelo en el 75.º Escuadrón de Cazas durante la Operación Libertad Duradera en Afganistán. Jerrilyn es actualmente médica de urgencias y profesora asociada de medicina de urgencias en la Universidad de Ciencias Médicas de Arkansas (UAMS). En la UAMS, Jerrilyn se convirtió en la directora inaugural del programa de posgrado, que pretende servir como puente para los estudiantes que puedan tener dificultades para ser admitidos en medicina de emergencia. Jerrilyn Jones también se desempeña como directora médica de preparación en el Departamento de Salud de Arkansas. En 2021, Jones recibió el premio Mujer en el Servicio Público de la Primera Dama de Arkansas.
El hermano mayor de Jones, Leon Jones, es miembro del Partido Republicano desde hace mucho tiempo. Leon Jones se postuló para el cargo de Fiscal General de Arkansas en las elecciones primarias republicanas de 2022, pero no ganó. Chris Jones dijo que tener un hermano en un partido diferente le permitió practicar hablar con votantes de ambos partidos.